# Quo graviora
Quo Graviora je papeška okrožnica (enciklika), ki jo je napisal papež Gregor XVI. leta 1833.
V okrožnici je papež obsodil prostozidarstvo in prepovedal članstvo v prostozidarskih ložah.